# Медаль Роберта Міллікена

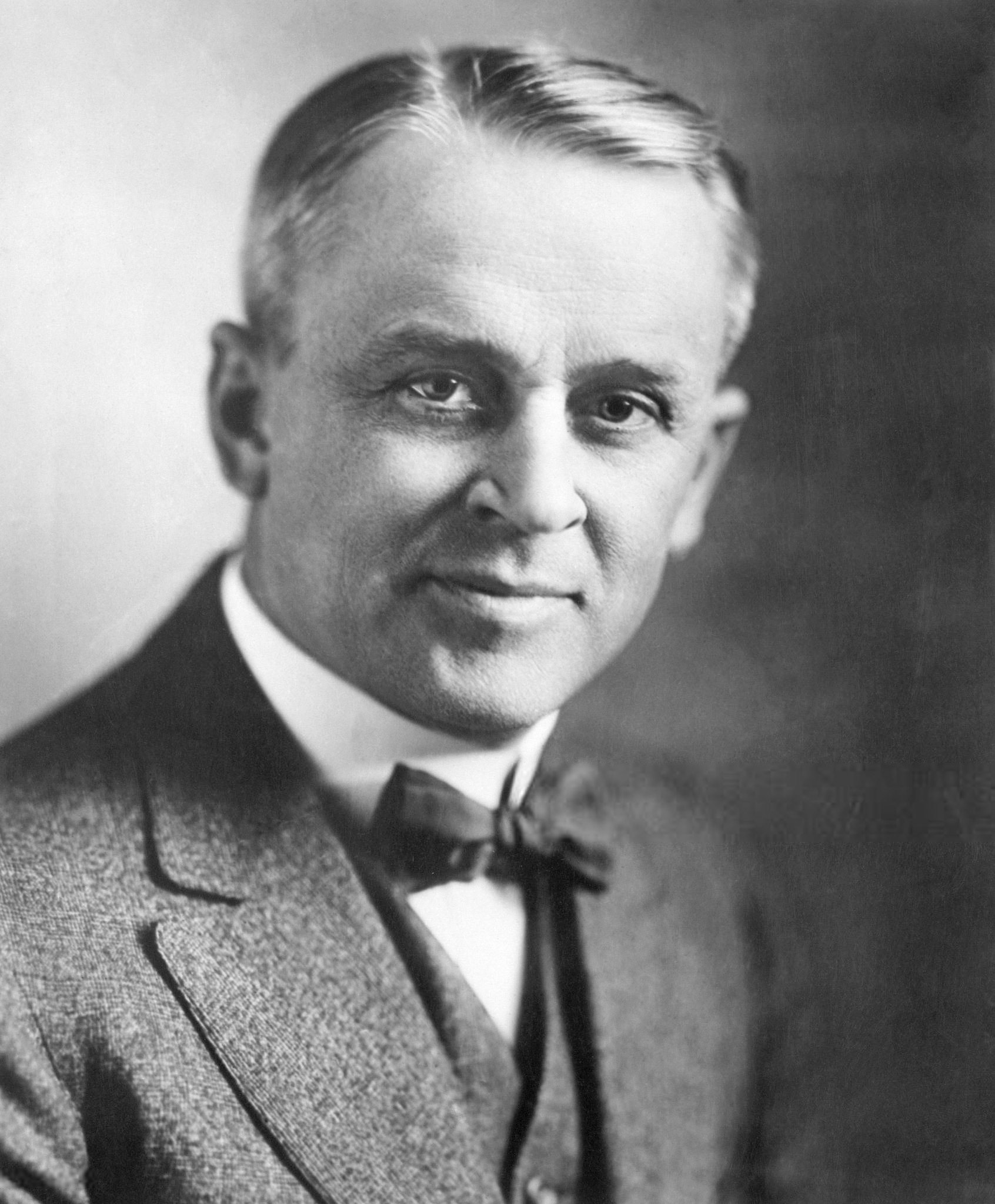
Роберт Міллікен. Орієнтовно 1923 рік.

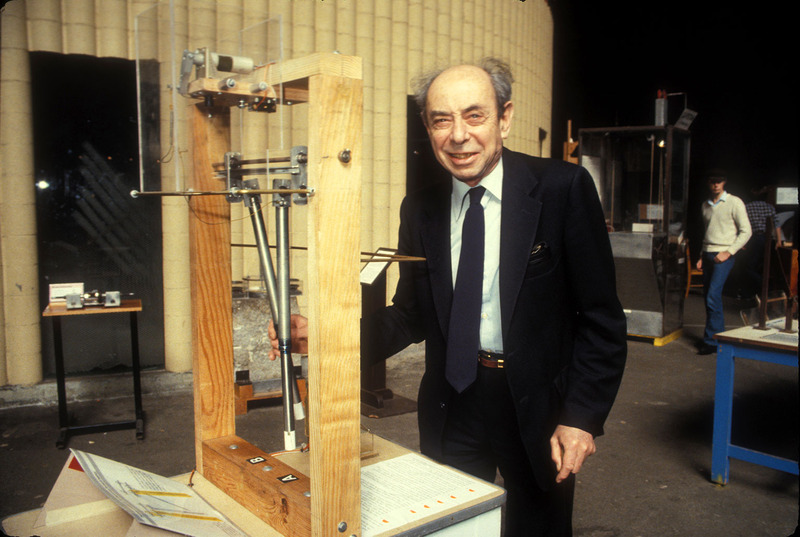
Френк Оппенгеймер

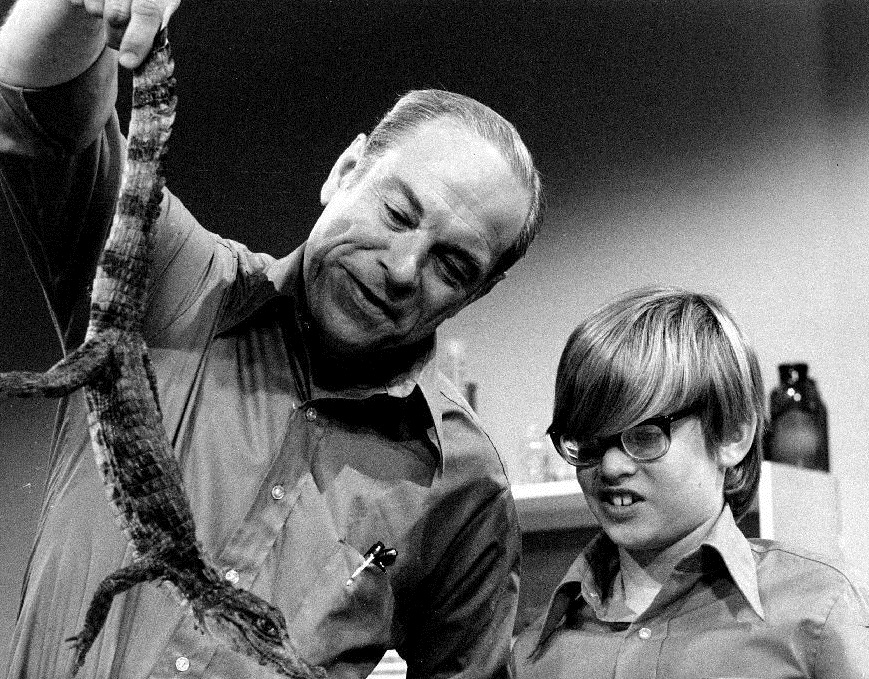
Дон Герберт

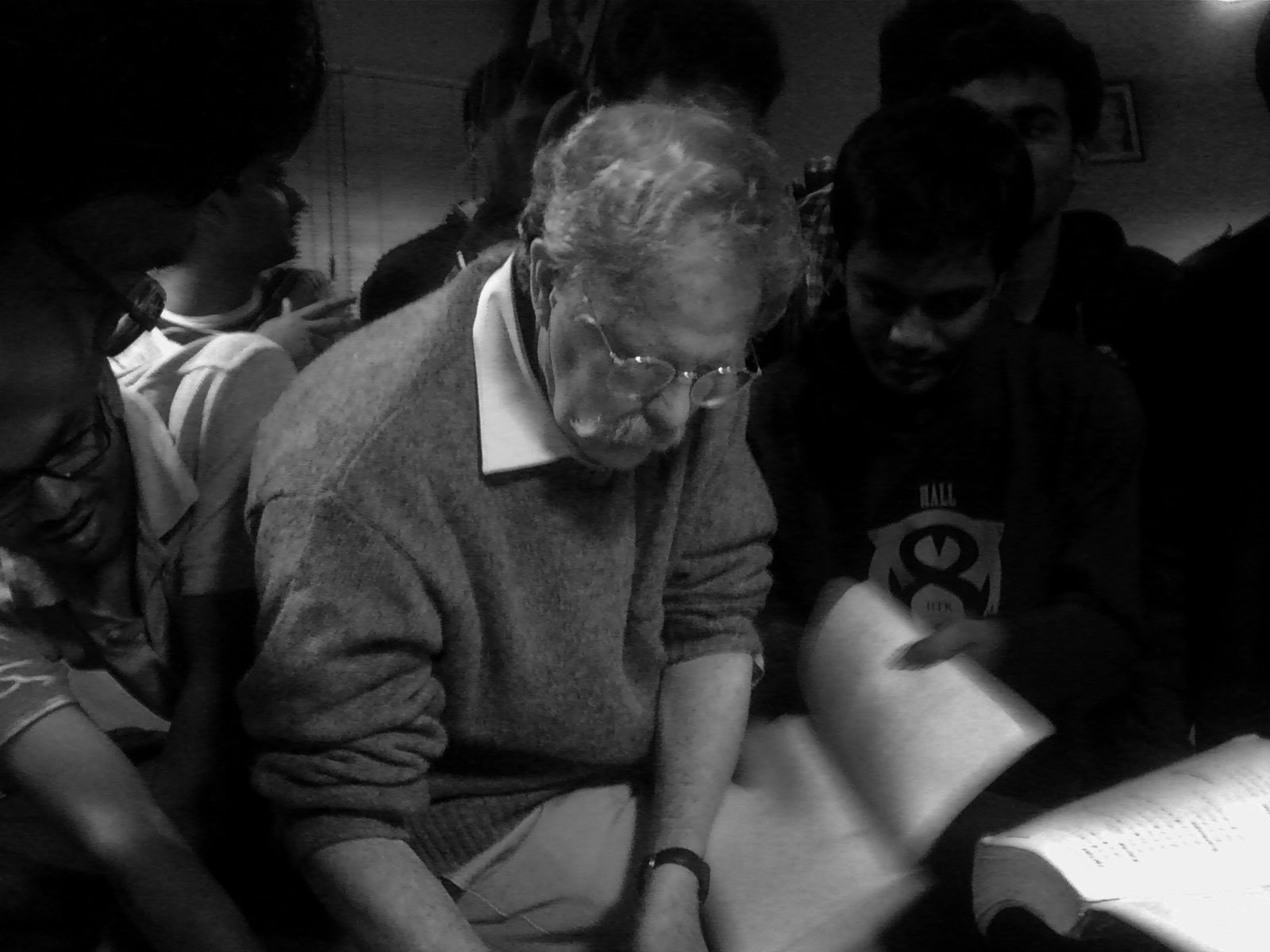
Девід Гріффітс

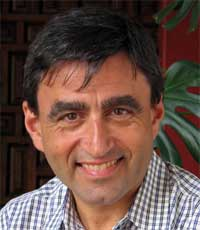
Ерік Мазур

Меда́ль Ро́берта Мі́ллікена (англ. Robert A. Millikan Medal) — наукова нагорода, яка вручається особам, що зробили значний внесок у викладання фізики. Цю нагороду на честь видатного американського фізика Роберта Міллікена започаткувала у 1962 році Американська асоціація вчителів фізики (ААВФ). Лауреати виступають із промовою на Літніх зборах ААВФ й одержують грошову премію, медаль Міллікена, відповідний їй сертифікат, а також компенсацію видатків на проїзд до місця Літніх зборів. Самовисування кандидатур на цю медаль не передбачено. Перевагу у виборі лауреатів віддають членам ААВФ. Навесні 2021 року Рада директорів AAPT вилучила ім'я Міллікана з премії.

## Нагороджені медаллю Міллікена
| Рік  | Лауреат                    | Освітній заклад                                                 |
| ---- | -------------------------- | --------------------------------------------------------------- |
| 2021 | Грегорі Е. Френсіс         | Університет штату Монтана, Бозмен, Монтана                      |
| 2020 | Девід М. Кук               | Університет Лоуренса, Епплтон, Вісконсин                        |
| 2019 | Том Грінслейд              | Коледж Кеньон, Гамб'є, Огайо                                    |
| 2018 | Кайл Форінаш               | Південно-Східний університет штату Індіана, Нью-Олбані, Індіана |
| 2017 | Кеннет Геллер              | Університет Міннесоти, Міннеаполіс, Міннесота                   |
| 2016 | Стівен Помпеа              | Національна обсерваторія оптичної астрономії, Тусон, Аризона    |
| 2015 | Роберт Морс                | Вашингтонська школа святого Албана для хлопців                  |
| 2014 | Євгенія Еткіна             | Рутгерський університет                                         |
| 2013 | Гарві Гоулд                | Університет Кларка                                              |
| 2012 | Філіп Седлер               | Гарвард-Смітсонівський центр астрофізики                        |
| 2011 | Браян Джонс                | Університет штату Колорадо                                      |
| 2010 | Патріція Геллер            | Міннесотський університет                                       |
| 2009 | Артур Ейзенкрафт           | Массачусетський університет (Бостон)                            |
| 2008 | Ерік Мазур                 | Гарвардський університет                                        |
| 2007 | Девід Соколофф             | Орегонський університет                                         |
| 2006 | Артур Гобсон               | Університет Арканзасу                                           |
| 2005 | Джон Рігден                | Університет Вашингтона в Сент-Луїсі                             |
| 2004 | Кеннет Крейн               | Університет штату Орегон                                        |
| 2003 | Фред Голдберг              | Університет штату Каліфорнія в Сан-Дієго                        |
| 2002 | Саймон Джордж              | Університет штату Каліфорнія                                    |
| 2001 | Саллі Уоткінс              | Університет штату Колорадо в Пуебло                             |
| 2000 | Томас Россінг              | Університет Північного Іллінойсу                                |
| 1999 | Алан ван Гойвелен          | Університет штату Огайо                                         |
| 1998 | Едвард Редіш               | Мерілендський університет (Коледж-Парк)                         |
| 1997 | Девід Гріффітс             | Рідський коледж                                                 |
| 1996 | Прісцилла Лоус             | Діксонський коледж                                              |
| 1995 | Дін Золлман                | Університет штату Канзас                                        |
| 1994 | Фредерік Рейф              | Університет Карнегі-Меллон                                      |
| 1993 | Джеймс Мінстрелл           | Вища школа у Мерсер-Айленді                                     |
| 1992 | Роберт Фуллер              | Університет Небраски в Лінкольні                                |
| 1991 | Дон Герберт                | Компанія «Містер Візард студіос»                                |
| 1990 | Ліліан Мак-Дермотт         | Вашингтонський університет                                      |
| 1989 | Пітер Лінденфельд          | Рутгерський університет                                         |
| 1988 | Роберт Грінлер             | Університет Вісконсину в Мілвокі                                |
| 1987 | Дональд Айві               | Торонтський університет                                         |
| 1986 | Маріо Айона                | Денверський університет                                         |
| 1985 | Джеймс Гергарт             | Вашингтонський університет                                      |
| 1984 | Ерл Цвікер                 | Іллінойський технологічний інститут                             |
| 1983 | Геральд Вілер              | Університет штату Монтана                                       |
| 1982 | Пол Г'юїт                  | Міський коледж Сан-Франциско                                    |
| 1981 | Альберт Бартлетт           | Колорадський університет у Боулдері                             |
| 1980 | Томас Майнер               | Вища школа в Гарден-Сіті                                        |
| 1979 | Александер Каландра        | Вашингтонський університет                                      |
| 1978 | Альфред Борк               | Каліфорнійський університет в Ірвайні                           |
| 1977 | Лютер Ендрюс               | Університет штату Нью-Йорк в Олбані                             |
| 1976 | Тунг Гон Джеонг            | Лейк-Форестський коледж                                         |
| 1975 | Гарольд Доу                | Університет штату Нью-Мексико                                   |
| 1974 | Гаральд Дженсен            | Лейк-Форестський коледж                                         |
| 1973 | Френк Оппенгеймер          | Експлораторіум                                                  |
| 1972 | Арнольд Штрассенбург       | Університет штату Нью-Йорк у Стоні-Брук                         |
| 1971 | Гаррі Майнерс              | Політехнічний інститут Ренсселара                               |
| 1970 | Франклін Міллер (молодший) | Кеньйонський коледж                                             |
| 1969 | Джон Фаулер                | Мерілендський університет (Коледж-Парк)                         |
| 1968 | Алан Голден                | Bell Labs                                                       |
| 1967 | Геральд Голтон             | Гарвардський університет                                        |
| 1966 | Алан Портіс                | Університет Каліфорнії (Берклі)                                 |
| 1965 | Джон Кінг                  | Массачусетський технологічний інститут                          |
| 1964 | Віктор Негер               | Каліфорнійський технологічний інститут                          |
| 1962 | Пол Клопстег               | Північно-Західний університет                                   |